# Трубицино (Калужская область)
Трубицино — деревня в Малоярославецком муниципальном районе Калужской области в составе сельского поселения «Деревня Шумятино». Высота центра селения над уровнем моря — 186 м.

## Население
| 2002 | 2010 |
| ---- | ---- |
| 23   | ↘8   |

### Гендерный состав
По данным Всероссийской переписи населения 2010 года в гендерной структуре населения мужчины составляли 12,5 % женщины — соответственно 87,5 %.